# ラヴィチャンドラン・アシュウィン
ラヴィチャンドラン・アシュウィン（Ravichandran Ashwin、1986年9月17日 - ）は、インドのチェンナイ出身のクリケット選手。インディアン・プレミアリーグ（IPL）のキングス・イレブン・パンジャーブ所属。インド代表。インド屈指のオールラウンダー。2014年にインドのスポーツ界の最高栄誉の一つとされるアージュナ賞を受賞。2019年のESPNの調査によると、世界で最も有名なアスリートで42位にランクインした。